# Dalaguete
Dalaguete ist eine philippinische Stadtgemeinde in der Provinz Cebu. Sie hat 67.497 Einwohner (Zensus 1. August 2015).
Die Gemeinde liegt im Süden der Insel Cebu, ca. 85 km südlich von Cebu City und ist über die Küstenschnellstraße erreichbar. Ihre Nachbargemeinden sind Argao im Norden, Alcoy im Süden, Badian und Alegria liegen im Westen. Im Osten liegt die Insel Bohol, durch die Straße von Cebu getrennt von der Gemeinde. Die Topografie der Gemeinde wird bis auf den schmalen Küstenstreifen als gebirgig beschrieben, mit tiefen Tälern und großen Plateaus. Auf dem Gebiet der Gemeinde liegt der Osmeña Peak, der mit 1.013 Metern über dem Meeresspiegel höchste Berg auf der Insel Cebu.

## Bildungseinrichtungen
- Campus der University of the Visayas

## Baranggays
Dalaguete ist politisch in 33 Baranggays unterteilt.
| - Ablayan - Babayongan - Balud - Banhigan - Bulak - Caliongan - Caleriohan - Casay - Catolohan - Cawayan - Consolacion | - Coro - Dugyan - Dumalan - Jolomaynon - Lanao - Langkas - Lumbang - Malones - Maloray - Mananggal - Manlapay | - Mantalongon - Nalhub - Obo - Obong - Panas - Poblacion - Sacsac - Tapun - Tuba - Salug - Tabon |